# Aion Garden
『Aion Garden』（アイオン ガーデン）は、2008年7月18日にLiLiMから発売されたアダルトゲームである。

## あらすじ
平凡な学生である主人公・鴻守 宗（こうもり そう）の住む町では、猟奇殺人事件が起きていた。ある日、彼は何者かの襲撃を受けたところ、女魔術師・ユカリ＝E＝レイチェルウッドに助けられる。彼女は事件の犯人がアイオーンという人外の存在であり、彼に宿る「秩序崩壊」という能力がアイオーン打破のカギになると告げる。

## 登場人物
鴻守 宗（こうもり そう）
本作の主人公。
ユカリ＝E＝レイチェルウッド
声：サトウユキ
魔術師協会の会員で、宿敵を追って来日した。
北河 あやみ（きたがわ あやみ）
声：かわしまりの
宗の同級生で、同じ寮で生活している。非常に無口。
縫月 ゆめ（ぬいつき ゆめ）
声：草柳順子
宗の後輩で、同じ寮で生活している。先輩のあやみと行動を共にしており、周囲からは彼女の保護者と思われている。
渡 遥（わたり はるか）
声：風音
宗の遠戚の女性。彼のバイト先である喫茶店「カデンツァ」の経営者にして、彼の保護者でもある。
叶 まどか（かのう まどか）
声：咲ゆたか
美鈴 ゆうか（みすず ゆうか）
声：芹園みや
宗たちの学生寮の管理人で、穏やかな性格から寮生たちに親しまれている。
田宮 良子（たみや りょうこ）
声：KOHIRO
宗たちが住むの病院に勤務する医者で、彼らの学園にも非常勤の保健医として出入りしている
鴨川 亜南（かもがわ あなん）
声：三原椎名
宗たちの学園に勤務する医師。
本宮 依子（ほんみや よりこ）
侍組織の構成員の娘。アイオーンとして生まれたため両親によって秘匿されていたが、組織に存在が露見したため殺されたため、組織を恨んでいる。
獅乃 貳神（しの にがみ）
声：屑星宇宙男
依子と行動を共にする侍。依子同様侍組織を憎んでいるものの、冷静なところもあり、すべての侍を憎んでいるわけではない。
岩那美 刹太（いわなみ せつた）
声：リッキー・力
アイオーンの一人で、気に食わないことがあるとすぐに怒りを爆発させる。

## スタッフ
- 原画：シルル[1]